# NGC 1410
NGC 1410 (również PGC 13556 lub UGC 2821) – galaktyka spiralna (S), znajdująca się w gwiazdozbiorze Byka. Odkrył ją 17 stycznia 1855 roku R. J. Mitchell – asystent Williama Parsonsa. Należy do galaktyk Seyferta typu 2. Galaktyka ta jest w trakcie kolizji z sąsiednią NGC 1409.